# Kaprun
Kaprun is een gemeente en plaats in het district Zell am See, in de Oostenrijkse deelstaat Salzburg. Het ligt niet ver van de stad Zell am See. Het is zowel in de zomer als in de winter een toeristische plaats. Kaprun heeft 2945 inwoners (2008). Dichtstbijzijnde grote plaats is Salzburg.
Het skigebied behoort tot de Europa Sportregion samen met Zell am See. Kaprun heeft een gletsjer waarop men tot laat in het seizoen kan skiën.

## Bezienswaardigheden
- De Gletscherbahnen van Kaprun (zie Kitzsteinhorn)
- De Burcht Kaprun is een uit de 12e eeuw stammende burcht, welke in de nabijheid van Kaprun gelegen is.
- Een waterkrachtcentrale die bezocht kan worden

## Geschiedenis
In 931 wordt Kaprun voor het eerst vermeld met de Keltische naam Chataprunnin (wild water). Het dorp stond vroeger bekend om de mijnbouw.
Tijdens de Tweede Wereldoorlog werden in Kaprun zowat 1,5 miljoen krijgsgevangen ingezet om kabelbanen aan te leggen en de stuwdam Kaprun Hochgebirgstauseen te bouwen.
Op 11 november 2000 vond in een steile tunnel een kabeltreinramp in Kaprun plaats. Bij de brand, die in de kabeltrein uitbrak, kwamen 155 mensen om het leven.

## Externe link

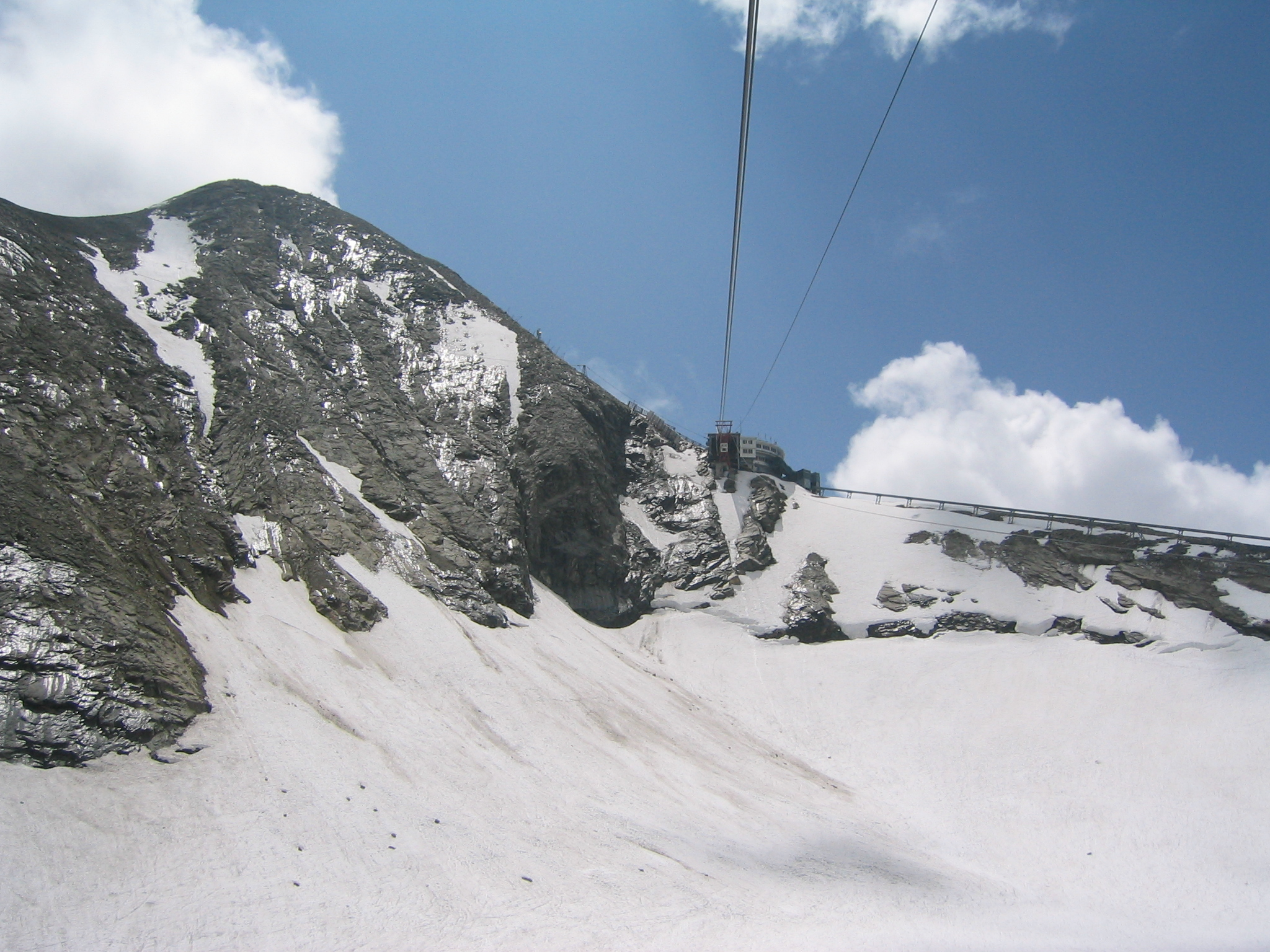
Kaprun Gletscherbahn

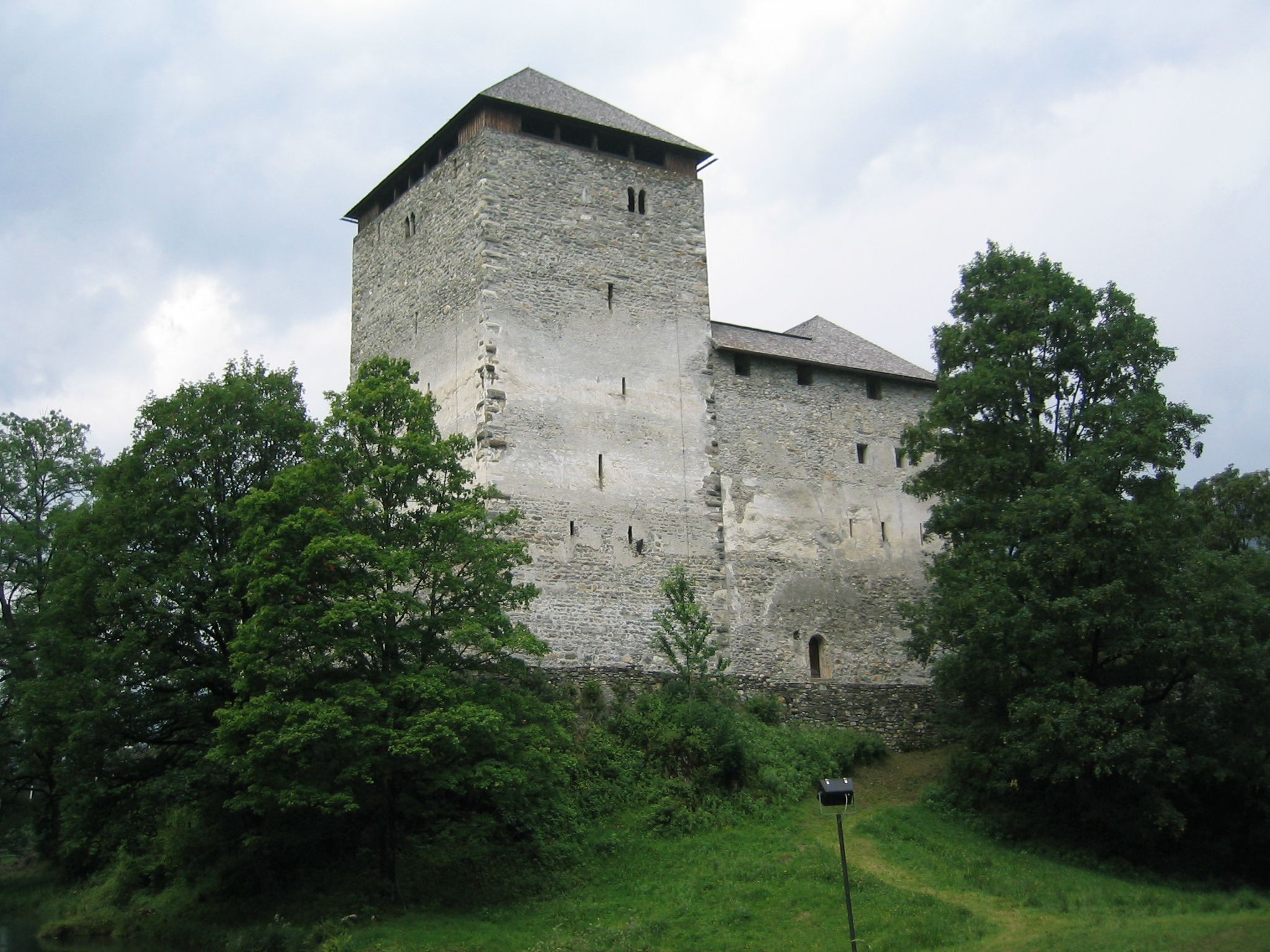
Burcht Kaprun